# 樹木のある砂丘
『樹木のある砂丘』（じゅもくのあるさきゅう、英: Wooded Dunes）、または『砂丘の風景』（さきゅうのふうけい、英: Dune Landscape）、『農民の小屋のある風景』 （農民のこやのあるふうけい、英: A Peasant Cottage in a Landscape）、『林の中の小屋』（はやしのなかのこや、英: A Cottage in a Grove）は、オランダ黄金時代の画家ヤーコプ・ファン・ロイスダールが1646年にキャンバス上に油彩で制作した絵画である。作品は、サンクトペテルブルクのエルミタージュ美術館に所蔵されている。
本作は、様々な題名で知られている。美術史家のシーモア・スライヴの2001年の総目録では、『砂丘の風景』と呼ばれ、615番とされている。ホフステーデ・デ・フロートの1911年の総目録では、『樹木のある砂丘』と呼ばれ、 895番とされている。エルミタージュ美術館のウェブサイトでは、『農民の小屋のある風景』と呼んでおり、目録番号は939となっている。クズネツォフ (Kuznetsov) は、ロシアにあるロイスダール作品の本の中で『林の中の小屋』と呼んでいる。そして、エルミタージュ美術館の学芸員イリナ・ソコロワ (Irina Sokolova) は、『林の中の小さな家』と呼んでいる。

## 解説
絵画は小さな砂丘のある風景を表している。道の傍らには、包みと杖を持った農民がいる。左側には水たまりがある。一方の岸辺には、座っている2人と話している人物がおり、反対側の岸辺には木々がある。マール・スティックで何度も塗り重ねられた葉の繁みには、ほとんど緑が見えない。前景は未完成のようである 。
本作は、ロイスダールの作品として知られるている最初期のものの1つである。この作品を制作した時、画家はまだ10代であった。駆け出しの画家としては、絵画のサイズは大きく、縦105センチ、横163センチである。署名があり、1646年と記されている。 誰が人物を描いたかはわかっていない。スライヴは、人物はロイスダールの父イサーク・ファン・ロイスダールの手によるものではないかと考えている。
やはり1646年に制作されたより小さなヴァージョンがスリナムのパラマリボにある総督邸にある。この作品は、スライブの2001年の総目録で610番となっている。